# Latrodectus mirabilis
Espèce
Synonymes
- Theridium mirabile Holmberg, 1876

Latrodectus mirabilis est une espèce d'araignées aranéomorphes de la famille des Theridiidae.

## Distribution
Cette espèce se rencontre en Argentine et au Brésil au Rio Grande do Sul,.

## Description
La femelle holotype mesure 11 mm.

## Publication originale
- Holmberg, 1876 : « Arácnidos argentinos. » Anales de Agricultura de la Republica Argentina, vol. 4, p. 1-30.